# Bogini Matka

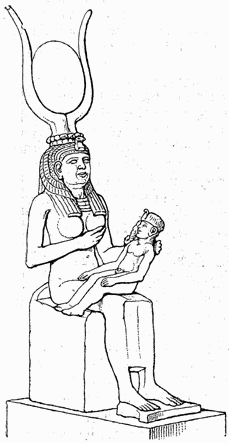
Izyda karmiąca Horusa

Bogini Matka, Wielka Bogini, Wielka Macierz, Matka Ziemia, Królowa Niebios, Magna Mater – w wierzeniach wielu kultur główne (lub jedno z główniejszych) bóstwo w panteonie. Bogini utożsamiana najczęściej z Ziemią (lub stanowiąca jej patronkę), w wielu kulturach będąca równocześnie królową niebios (wówczas do jej atrybutów dochodziła jeszcze uroda). Zazwyczaj dawczyni wszelkiego życia, uosabiająca płodność (zob. kult płodności) i macierzyństwo. Często uznawana również za matkę bogów.

## Psychologia
Powtarzający się w mitach motyw Bogini Matki według Carla Gustava Junga związany jest z archetypem matki – strukturą ukształtowaną w ludzkiej psychice ze względu na szczególne cechy matki. Do typowych form objawiania się tego archetypu Jung zalicza: własna matka, przybrana matka, zwłaszcza Matka Boża, w dalszym sensie Kościół, teściowa, mamka, motyw wielkiej matki pochodzący z historii religioznawstwa, kobieta przeczuwająca, biała dama; miasto, kraj, niebo, Ziemia, morze, w przenośnym sensie bogini, materia, Księżyc.

## Bogini Matka w różnych religiach
Za Boginię Matkę uznawano:
| Wizerunek | Imię        | Mitologia lub religia       |
| --------- | ----------- | --------------------------- |
|           | Al-Lat      | mitologia arabska           |
|           | Astarte     | mitologia fenicka           |
|           | Cihuacoatl  | mitologia aztecka           |
|           | Citlalincue | mitologia aztecka           |
|           | Danu        | mitologia celtycka          |
|           | Demeter     | mitologia grecka            |
|           | Gaja        | mitologia grecka            |
|           | Hebat       | mitologia hetycka           |
|           | Isztar      | mitologia sumeryjska        |
|           | Izyda       | mitologia egipska           |
|           | Ki          | mitologia sumeryjska        |
|           | Kybele      | mitologia frygijska         |
|           | Maja        | mitologia italska i rzymska |
|           | Mokosz      | mitologia słowiańska        |
|           | Ninhursag   | mitologia sumeryjska        |
|           | Pachamama   | mitologia inkaska           |
|           | Saule       | mitologia bałtyjska         |
|           | Sif         | mitologia nordycka          |
|           | Tiamat      | mitologia sumeryjska        |
|           | Tellus      | mitologia rzymska           |
|           | Prythiwi    | mitologia indyjska          |